# Nastri d'argento 2002
La cerimonia di premiazione della 57ª edizione dei Nastri d'argento si è svolta il 6 luglio 2002 presso il Teatro Antico di Taormina, in apertura del Taormina Film Fest ed è stata presentata da Serena Dandini.
L'ora di religione di Marco Bellocchio ha ottenuto il maggior numero di candidature (nove) e vinto il maggior numero di premi (quattro).

## Vincitori e candidati
I vincitori sono indicati in grassetto, a seguire gli altri candidati.

### Regista del miglior film italiano
- Marco Bellocchio - L'ora di religione
- Antonio Capuano - Luna rossa
- Cristina Comencini - Il più bel giorno della mia vita
- Giuseppe Piccioni - Luce dei miei occhi
- Silvio Soldini - Brucio nel vento

### Miglior regista italiano esordiente
- Paolo Sorrentino - L'uomo in più
- Franco Angeli - La rentrée
- Vincenzo Marra - Tornando a casa
- Marco Ponti - Santa Maradona
- Andrea Porporati - Sole negli occhi

### Miglior produttore
- Domenico Procacci (Fandango) per il complesso delle produzioni dell'anno
- Albachiara - Brucio nel vento e Luce dei miei occhi
- Gianluca Arcopinto, Andrea Occhipinti ed Amedeo Pagani - Incantesimo napoletano
- Marco Chimenz, Giovanni Stabilini e Riccardo Tozzi (Cattleya) per il complesso delle produzioni dell'anno
- Andrea De Liberato - Luna rossa

### Migliore soggetto
- Marco Bellocchio - L'ora di religione
- Marco Bechis - Figli/Hijos
- Antonietta De Lillo - Non è giusto
- Andrea Garello e Gabriele Salvatores - Amnèsia
- Laura Sabatino - Ribelli per caso

### Migliore sceneggiatura
- Giulia Calenda, Cristina Comencini e Lucilla Schiaffino - Il più bel giorno della mia vita
- Marco Bellocchio - L'ora di religione
- Emanuele Crialese - Respiro
- Enzo D'Alò e Umberto Marino - Momo alla conquista del tempo
- Paolo Sorrentino - L'uomo in più

### Migliore attrice protagonista
- Valeria Golino - Respiro
- Sonia Bergamasco - L'amore probabilmente
- Carolina Felline - Biuti Quin Olivia
- Licia Maglietta - Luna rossa
- Stefania Rocca - Casomai

### Migliore attore protagonista
- Sergio Castellitto - L'ora di religione
- Antonio Catania - Ribelli per caso
- Fabrizio Gifuni - Sole negli occhi
- Andrea Renzi e Toni Servillo - L'uomo in più
- Francesco Salvi - La rentrée

### Migliore attrice non protagonista
- Margherita Buy, Sandra Ceccarelli e Virna Lisi - Il più bel giorno della mia vita
- Rosalinda Celentano - Paz!
- Paola Cortellesi - Se fossi in te
- Piera Degli Esposti - L'ora di religione
- Iaia Forte - Tre mogli

### Migliore attore non protagonista
- Leo Gullotta - Vajont
- Toni Bertorelli - L'ora di religione
- Gianni Cavina - Sole negli occhi
- Libero De Rienzo - Santa Maradona
- Claudio Santamaria - Paz!

### Migliore fotografia
- Luca Bigazzi - Brucio nel vento
- Arnaldo Catinari - Alla rivoluzione sulla due cavalli  e Luce dei miei occhi
- Fabio Cianchetti - L'amore probabilmente e Figli/Hijos
- Blasco Giurato - Vajont
- Pasquale Mari - L'ora di religione

### Migliore scenografia
- Andrea Crisanti - Il consiglio d'Egitto
- Giancarlo Basili - Paz!
- Marco Dentici - L'ora di religione
- Paolo Petti - Luna rossa
- Gianni Silvestri - L'inverno

### Migliori costumi
- Alessandro Lai e Alberto Moretti - Senso '45
- Francesca Casciello e Valentina Taviani - Paz!
- Silvia Nebiolo - Brucio nel vento
- Metella Raboni - Luna rossa e Tre mogli
- Nicoletta Taranta - Il derviscio e Quartetto

### Migliore montaggio
- Francesca Calvelli - No Man's Land
- Osvaldo Bargero - Casomai
- Massimo Fiocchi - Amnèsia
- Giogiò Franchini - Luna rossa e L'uomo in più
- Angelo Nicolini - Da zero a dieci

### Migliore sonoro in presa diretta
- Maurizio Argentieri - Casomai e L'ora di religione
- Bruno Pupparo - Il più bel giorno della mia vita
- Alessandro Rolla - Paz!
- Marco Tidu - Santa Maradona
- Remo Ugolinelli - Luce dei miei occhi

### Migliore musica
- Edoardo Bennato - Il principe e il pirata
- Ezio Bosso - Ribelli per caso
- Pivio e Aldo De Scalzi - Casomai
- Luciano Ligabue - Da zero a dieci
- Lele Marchitelli - Alla rivoluzione sulla due cavalli

### Migliore canzone
- Gianna Nannini - Momo alla conquista del tempo
- Edoardo Bennato - Il principe e il pirata
- Elisa per i brani Dancing e Heaven Out of Hell - Casomai
- Luciano Ligabue - Da zero a dieci
- Moni Ovadia - Iris - Un amore vero (Iris)

### Regista del migliore film straniero
- Robert Altman - Gosford Park
- Ray Lawrence - Lantana
- Baz Luhrmann - Moulin Rouge!
- David Lynch - Mulholland Drive
- Mohsen Makhmalbaf - Viaggio a Kandahar (Safar e Ghandehar)

### Menzione speciale
- cortometraggio Vernissage! di Stella Leonetti

### Nastro d'argento speciale
- Ferruccio Amendola (postumo)

### Nastro d'argento europeo
- Pedro Almodóvar - Parla con lei (Hable con ella)

### Premio Guglielmo Biraghi
- Adriano Giannini - Alla rivoluzione sulla due cavalli